# Gare d'Angoulême
La gare d'Angoulême est une gare ferroviaire française située sur le territoire de la commune d'Angoulême, dans le département de la Charente, en région Nouvelle-Aquitaine.
C'est une gare de la Société nationale des chemins de fer français (SNCF), qui se trouve à 1 h 45 de Paris et 35 min de Bordeaux, en TGV (meilleurs temps de parcours) ; elle est également reliée aux villes de Saintes, Royan et Poitiers, par TER Nouvelle-Aquitaine.

## Situation ferroviaire

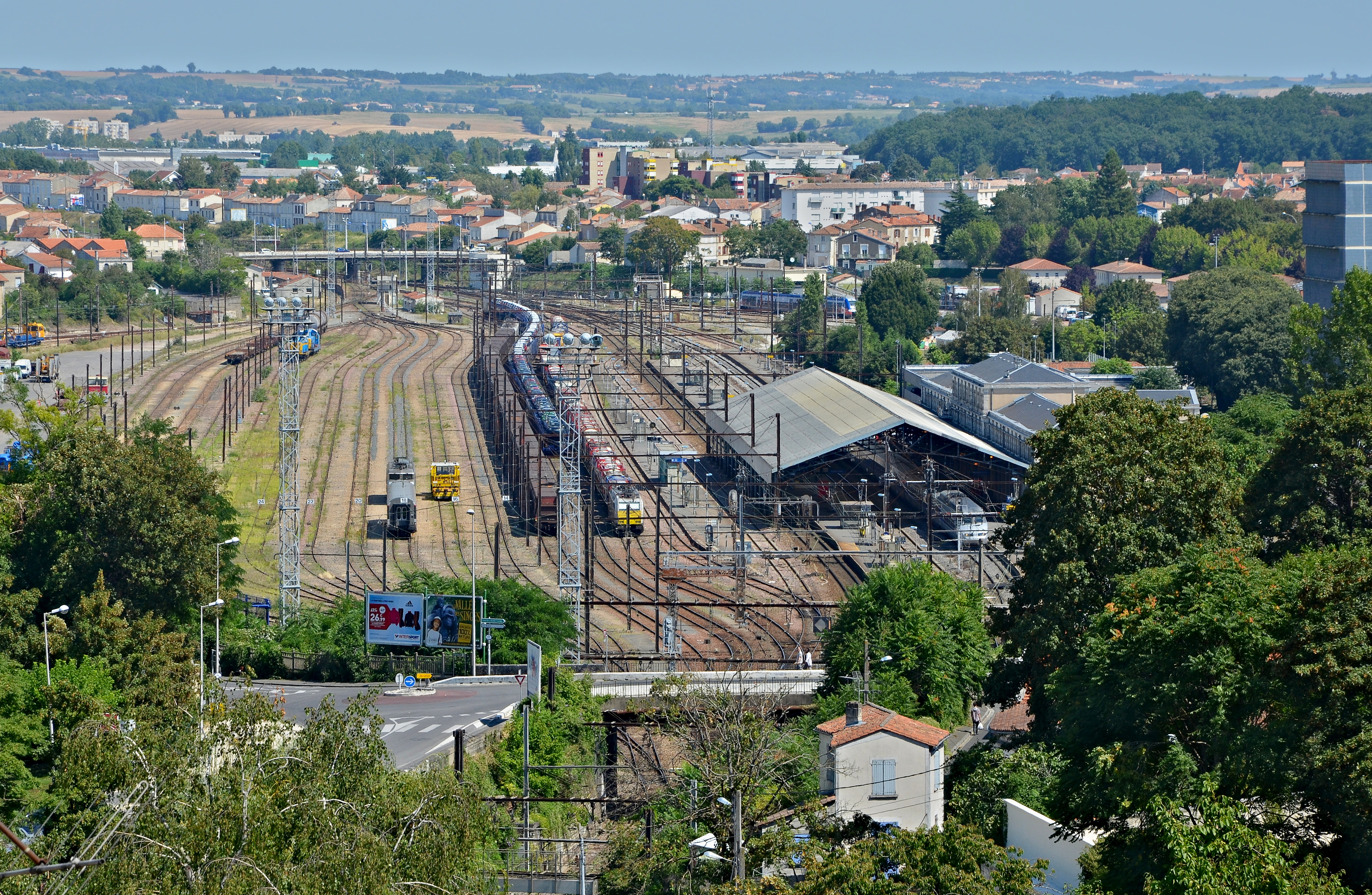
La gare et les voies depuis le boulevard Pasteur en 2013.

Gare de bifurcation, elle est située au point kilométrique (PK) 449,384 de la ligne de Paris-Austerlitz à Bordeaux-Saint-Jean, au PK 519,904 de la ligne de Limoges-Bénédictins à Angoulême (en partie fermée) et au PK 67,462 de la ligne de Beillant à Angoulême.
La gare possède un quai 1 latéral (voies 1, 3 et 11) long de 465 m, un quai 2 central (voies 2 et Z) de 480⁄462 m et un quai 3 central (voies 4 et 6) de 380 m. Son altitude est de 46 m.
Elle a pour particularité que son faisceau de voies, côté sud, se termine près d'un tunnel qui traverse l'éperon rocheux sur lequel est construite la vieille ville.

## Histoire

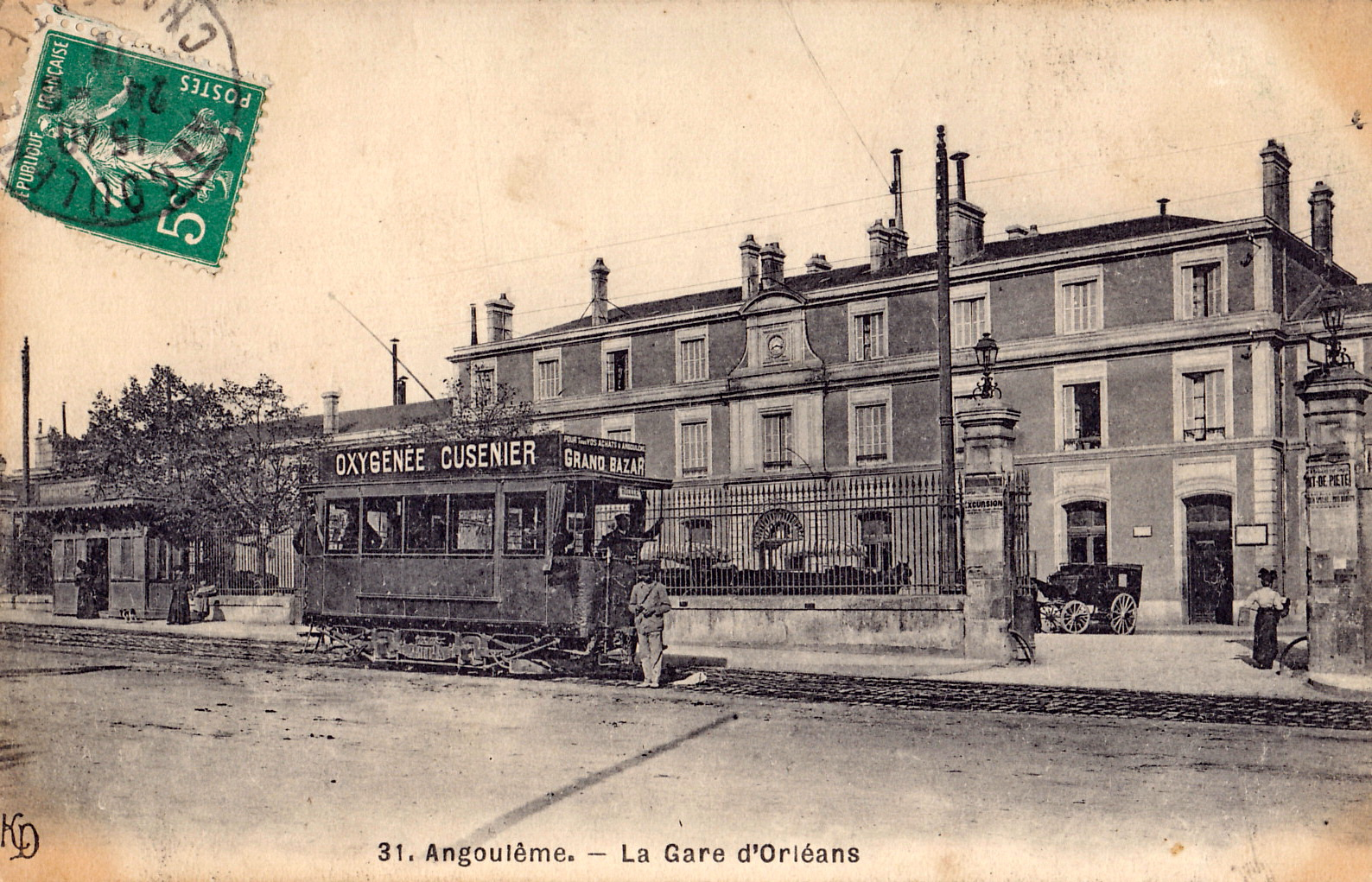
Façade de la Gare d'Orléans, dans les années 1900. Une rame du tramway d'Angoulême est prête au départ.

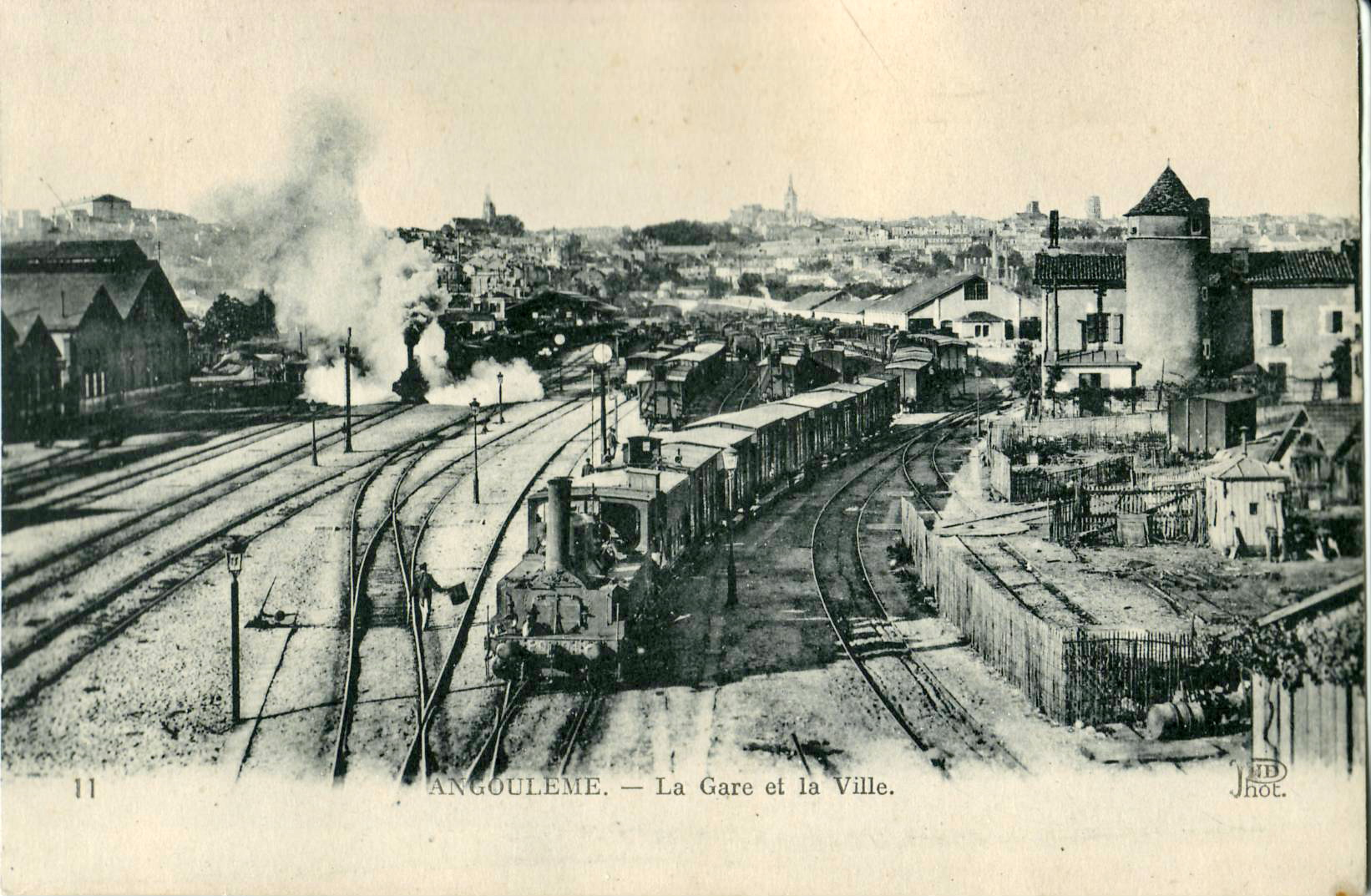
Les installations de la gare, au tout début du XX.

La ville d'Angoulême a été desservie par le chemin de fer dès 1852 du fait de sa position sur la ligne Paris – Bordeaux. Cette ligne a été construite par deux sociétés différentes et ouverte en plusieurs étapes. Tandis que la partie Paris – Orléans revenait à la Compagnie du chemin de fer de Paris à Orléans, la section Orléans – Bordeaux a été attribuée à la Compagnie du chemin de fer d'Orléans à Bordeaux. Bordeaux est reliée à Angoulême dès 1852. La section de Poitiers à Angoulême est ouverte le 12 juillet 1853 permettant de relier Angoulême à Paris. Les travaux sont effectués en Charente sous le contrôle de Monsieur Rampnoux-Duvignaud, ingénieur des Ponts et Chaussées. Les six ouvrages d'art nécessaires sont en particulier les viaducs de Foulpougne sur la Touvre et de Couteaubière et les trois tunnels. Cinq ouvriers ont trouvé la mort lors du percement du tunnel de Livernan et un ouvrier dans celui d'Angoulême. Les voies ont été électrifiées en 1938.

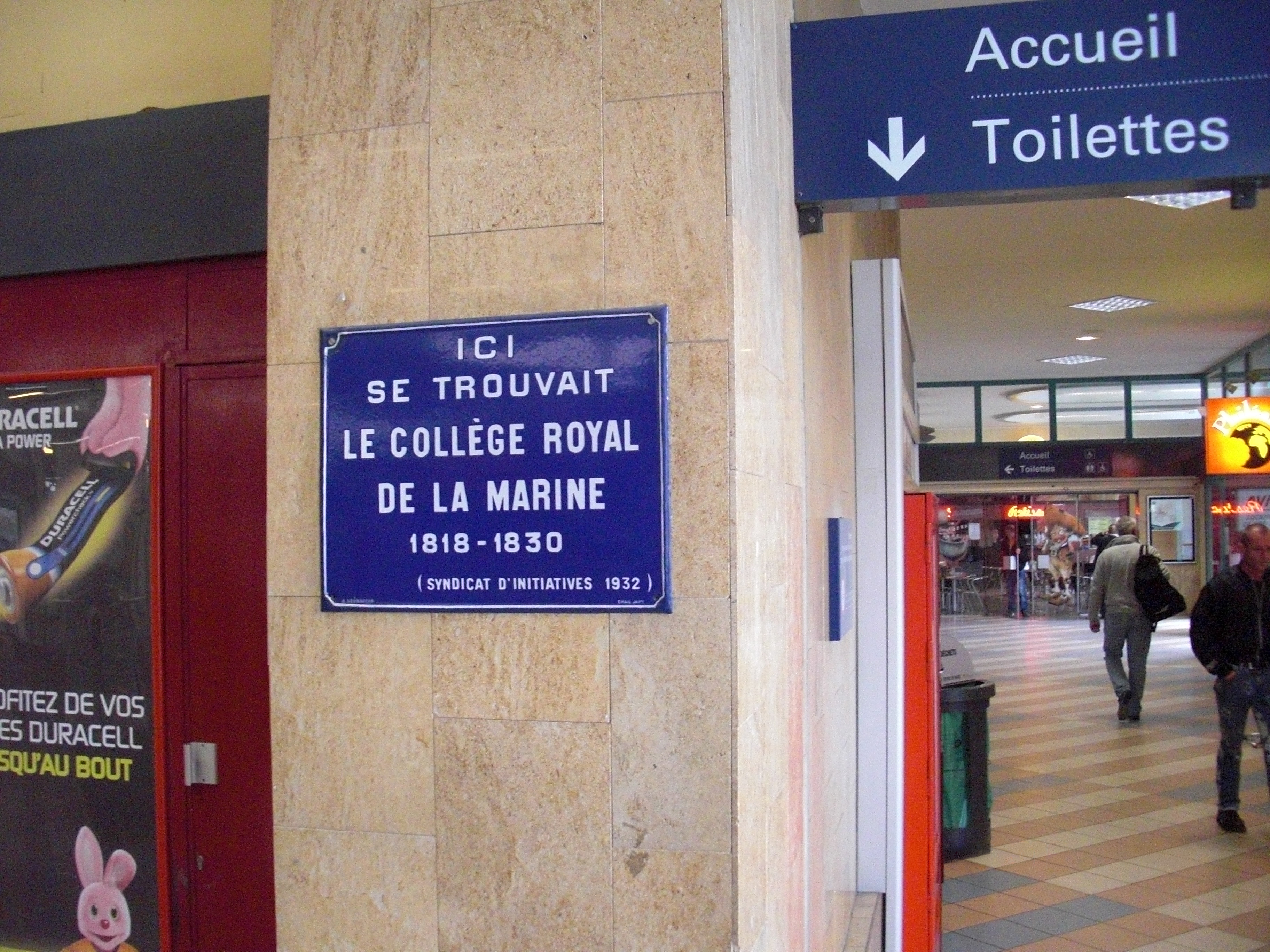
Ce panneau d'émail dans le hall principal indique les origines de la gare comme une partie du Collège royal de la Marine, 1818-1830.

La gare d'Angoulême, ou gare du PO, d'où son nom, gare d'Orléans, a été construite incorporant une partie de l'ancien Collège royal de la Marine et inaugurée officiellement le 10 octobre 1852 par Napoléon III. La gare de la Compagnie des Charentes qui deviendra gare de l'État, est construite de l'autre côté de l'avenue Gambetta. Cette gare hébergeait initialement le trafic entre Saintes, Angoulême et Limoges, dont la ligne a été inaugurée en 1875 (un deuxième tunnel sous la ville a dû être creusé, aujourd'hui tunnel routier). Ce bâtiment modeste, qui devait avoir un étage qui n'a jamais été construit a été détruit par un bombardement durant la Seconde Guerre mondiale.
La gare CFD (Compagnie de chemins de fer départementaux, réseau à voie métrique appelé Petit Rouillac en Charente) s'installe en 1896 à côté d'elle, au nord, ainsi que la gare CFEC (Chemins de fer économiques des Charentes, réseau dit Petit Mairat). Cette dernière ligne passait dans un troisième tunnel, situé au-dessus de celui de l'État entre la rue de la Grand-Font et l'angle de la rue des Artisans et de la Fontaine de Chande avant de franchir les voies PO par un pont pour rejoindre la rue de La Rochefoucauld.
Entre le 4 et le 17 septembre 1939, la gare d'Angoulême voit le pic d'activité de son histoire avec l'arrivée de 85 000 réfugiés de Moselle.
Le premier convoi de la Seconde Guerre mondiale concernant des civils déportés vers les camps de concentration (Mauthausen) a quitté la gare d'Angoulême le 20 août 1940. Ce sont 927 réfugiés espagnols enfermés dans des wagons de marchandises, hommes femmes et enfants de tous âges, qui subirent cette torture pendant cinq jours et cinq nuits. La plupart des hommes y mourront ; les femmes et les enfants seront renvoyés au régime franquiste. Depuis 2008, une stèle devant la gare rappelle cet événement.
En octobre 1942, les Juifs charentais sont déportés en wagons à bestiaux pour Birkenau-Auschwitz. Le 15 juin 1944, la gare est bombardée par les avions américains, provoquant des centaines de morts.
La LGV Sud Europe Atlantique, mise en service le 2 juillet 2017 entre Tours et Bordeaux, comprend des raccordements le long de celle-ci afin de maintenir la desserte par TGV de la gare d'Angoulême située à proximité du centre-ville. Angoulême est ainsi à 35 minutes environ de Bordeaux, par certains TGV sans arrêt entre les deux villes.

## Fréquentation
De 2015 à 2023, selon les estimations de la SNCF, la fréquentation annuelle de la gare s'élève aux nombres indiqués dans le tableau ci-dessous.
| Année                      | 2015      | 2016      | 2017      | 2018      | 2019      | 2020      | 2021      | 2022      | 2023      |
| -------------------------- | --------- | --------- | --------- | --------- | --------- | --------- | --------- | --------- | --------- |
| Voyageurs                  | 1 717 696 | 1 688 713 | 1 835 079 | 1 712 440 | 1 826 364 | 1 111 740 | 1 516 910 | 2 198 301 | 2 218 965 |
| Voyageurs et non voyageurs | 2 020 819 | 1 986 721 | 2 158 917 | 2 014 635 | 2 148 663 | 1 307 929 | 1 784 600 | 2 586 237 | 2 610 547 |

## Service des voyageurs

### Accueil
Plusieurs guichets sont présents et accessibles aux personnes à mobilité réduite. La gare dispose :
- d'un espace d'attente dans le hall voyageurs, avec salle climatisée ;
- d'un service de bagages pour les groupes ;
- de plusieurs bornes en libre service pour la billetterie automatique (titres de transport grandes lignes et régionaux) ;
- un défibrillateur, un Photomaton, un distributeur de billets de banque et un téléphone public ;
- un bureau des objets trouvés et des toilettes ;
- du wifi en accès gratuit et illimité ;
- d'un point accueil pour les groupes ;
- d'un accueil avec équipements pour les personnes à mobilité réduite, ainsi qu'un accueil pour le service « Junior & Cie ».

### Desserte
- TGV :
  - Paris-Montparnasse – Bordeaux
  - Lille – Bordeaux
  - Strasbourg – Bordeaux

- TER Nouvelle-Aquitaine :
  - Angoulême – Coutras – Bordeaux[16]
  - Angoulême – Poitiers – Châtellerault
  - Angoulême – Saintes – Royan ou La Rochelle[17],[18]
  - Angoulême – Limoges (par autocar entre Angoulême et Saillat - Chassenon)

### Intermodalité
La gare d'Angoulême est le point de départ de la relation TER « Angoulême – Jonzac – Pons » qui se fait uniquement par autocars à tarification SNCF. Cette liaison routière, qui relie les deux départements charentais, aboutit à la gare de Pons en desservant les communes de Barbezieux-Saint-Hilaire en Charente et de Jonzac en Charente-Maritime.

## Service des marchandises
Cette gare est ouverte au service du fret. La gare comporte deux installations terminales embranchées, ainsi que des voies de service, la rendant ouverte au service infrastructure de la SNCF.